# Лісова (платформа, Ярославський напрямок МЗ)
Лісова (рос. Лесная) — зупинний пункт/пасажирська платформа хордової лінії Митищі — Фрязево Ярославського напрямку Московської залізниці. Розташована у Ногінському районі Московської області.
Колишня назва — 64 км (по відстані від станції Москва-Пасажирська-Ярославська). За офіційними документами (тарифного керівництва № 4) на 2017 рік має назву 64 км.
Платформа розташована на віддалі від населених пунктів. Основний пасажиропотік складають жителі дачного селища.
Побудована в 1971 році разом з дільницею Моніно — Фрязево, що замкнула хордову лінію Митищі — Фрязево між Ярославським напрямком і Горьківським напрямком МЗ.
Має дві берегові платформи. Друга добудована у 2003 році. Не обладнана турнікетами і квитковою касою.
Є проміжною для електропоїздів на Москва-Пасажирська-Ярославська, що прямують зі станції Фрязево (12 пар).
Час руху від Москва-Пасажирська-Ярославська — близько 1 години 40 хвилин, від станції Фрязево — близько 10 хвилин.